# HUION
HUION ( En chino: 绘王) es una marca china  fabricante de pantallas para tabletas gráficas  fundada en 2011 por Henry Xu.  Es actualmente propiedad de Huion Trend (acrónimo de Shenzhen Huion Trend Technology Co., Ltd., anteriormente conocida como Huion Animation). Huion fabrica principalmente tabletas gráficas.  También produce cuadernos digitales.  Es conocida por ser económica. 
HUION se especializa en la producción de tabletas digitalizadoras.  Sus productos en formato tableta son son utilizados tanto por principiantes  como por profesionales.  Siendo sus principales series Kamvas e Inspiroy. 
Con sede en Shenzhen,  sus productos se venden en distintos países del mundo tales como EE.UU,  e Indonesia. 
HUION es visto como un competidor a Wacom,  y ambos ocupan los mercados de gama media y alta de las tabletas gráficas .  En julio de 2021, la marca lanzó el Kamvas Pro 24. 
A noviembre de 2022, tenía más de 10 millones de usuarios. 

## Compatibilidad
Se encuentra disponible tanto en Windows y MAC 

## Historia
HUION ingresó a la industria de las tabletas gráficas en 2011.  En 2014 presentó su primera tableta light pad.  En 2019, empezó su incursión en el mercado Japonés.  Ese mismo año se lanzó el Kamvas Pro 22. 
En 2021, HUION lanzó Kamvas 16.  En julio de 2022, el nombre de su matriz cambió de Huion Animation a Huion Trend. 
En enero de 2023, la marca lanzó Kamvas Studio 16 y Kamvas Studio 24. En enero de 2024, HUION asistió al CES en Las Vegas . 